# Braunsapis plumosa
Braunsapis plumosa är en biart som beskrevs av Reyes 1993. Braunsapis plumosa ingår i släktet Braunsapis och familjen långtungebin. Inga underarter finns listade.

## Bildgalleri

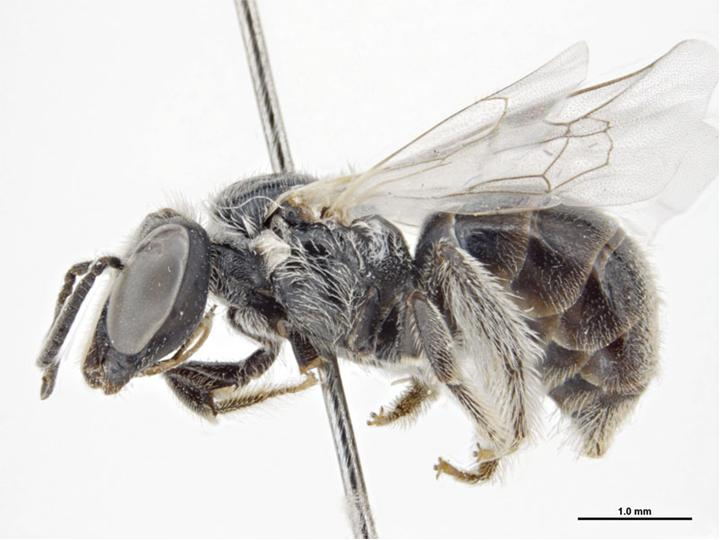